# Web Map Service
Ein Web Map Service (WMS) ist eine Schnittstelle zum Abrufen von Auszügen aus Landkarten über das World Wide Web. Der WMS ist ein Spezialfall eines Webservices.

## Die WMS-Implementierungs-Spezifikation
Die Spezifikation des Web-Map-Services wurde vom Open Geospatial Consortium (OGC) verfasst. Darin sind die Parameter beschrieben, die bei einer Anfrage benannt werden müssen oder können. Weiter ist darin festgelegt, wie der WMS-Server aus einer solchen Anfrage den Ausschnitt und gegebenenfalls die inhaltliche Aufbereitung der Karte erzeugen soll.
Gemäß der Spezifikationen des OGC kann ein WMS-Server die angeforderten Karten aus Rasterdaten oder Vektordaten visualisieren. Im Sinne eines verteilten Geoinformationssystems (GIS) besitzt ein WMS nur die Fähigkeit zur Auskunft der notwendigen Metainformation, zur Visualisierung dieser Geodaten und für eine allgemeine Abfrage der zugrundeliegenden Sachdaten. Das Ergebnis, also die Karte, wird vom WMS in der Regel in einem einfachen Raster-Grafikformat zurückgegeben. Je nach Aufbau können aber auch verschiedene andere Dateiformate wie Scalable Vector Graphics (SVG) oder Web Computer Graphics Metafile (WebCGM) erstellt werden, wie es z. B. bei temporären Daten mit Zeitbezug als Film notwendig wird. Daher kann der Nutzer einen Web Map Service grundlegend über seinen Webbrowser ansprechen, in dem die Karte dann angezeigt werden kann. Somit ist der Web Map Service Bestandteil eines Web GIS.

## Technischer Hintergrund eines OGC-konformen WMS

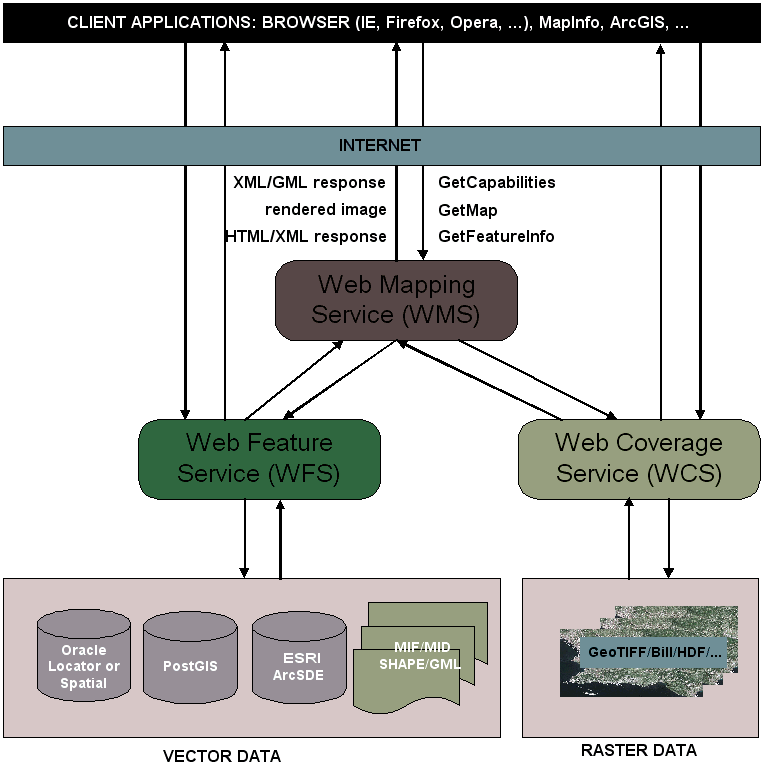
Übersicht von drei OGC-Webservices mit den verschiedenen Request-Möglichkeiten

Ein OGC-konformer WMS – d. h. ein Web-Map-Service, der die Spezifikation des Open Geospatial Consortiums erfüllt – besitzt drei Funktionen, die von einem Benutzer angefragt werden können. Dabei wird bislang zur Kommunikation auf das Hypertext Transfer Protocol (HTTP) zurückgegriffen., d. h. die drei Funktionen werden als HTTP-Anfragen vom Benutzer an den WMS gesendet:
1. GetCapabilities: Hierbei wird nach den Fähigkeiten des WMS gefragt. Als Antwort wird ein XML-Dokument mit Metainformation an den Benutzer zurückgeschickt, das neben allgemeinen Angaben zum Anbieter des WMS die unterstützten Ausgabeformate des WMS zu den verschiedenen Anfragen sowie die abfragbaren Layer für die Karte beinhaltet.
2. GetMap: Diese Anfrage liefert ein georeferenziertes Rasterbild (Karte) vom WMS zurück. Innerhalb der Anfrage können u. a. folgende Optionen untergebracht werden:
- die gewünschten Kartenlayer (layers=...)
- die gewünschte Darstellung der Layer (styles=...)
- das zugrundeliegende Koordinatensystem (srs=...)
- der Kartenausschnitt (bbox=...)
- die Größe der Kartenausgabe (width=...&height=...)
- das Ausgabeformat (format=...).

3. GetFeatureInfo (optional): Ein WMS kann freiwillig Anfragen zu einer Position im dargestellten Kartenausschnitt beantworten. Als Ausgabe liefert er festgelegte thematische Informationen der zugrundeliegenden Daten, in der Regel im XML-Format.

## Einbettung eines WMS in moderne Geoinformations-Systeme (GIS)
Üblicherweise wird ein WMS nicht als alleiniger Dienst in einem GIS verwendet, sondern als Bestandteil in einem Komplex verschiedener GIS-Dienste, in dem er nur für die Darstellung einer Karte notwendig ist. Dementsprechend gibt es eine Reihe weiterer Spezifikationen des OGC, die u. a. den Zugriff auf die zugrundeliegenden Geodaten (Web Feature Service für Vektordaten und Web Coverage Service für Rasterdaten) sowie verschiedene weitere Standards in diesem Zusammenhang regeln.
Ein WMS ist ohne einen zwischengeschalteten Client, der dem Benutzer die Möglichkeit gibt, den Kartenausschnitt zu wechseln (indem er sich z. B. in der Karte bewegt oder in die Karte hinein- bzw. herauszoomt), kaum effizient zu nutzen.
Erweitert mit einem Tile Cache wird ein WMS zum Web Map Tile Service (WMTS), Web Map Service-Caching (WMS-C) oder Tile Map Service (TMS).